# Esprit vengeur

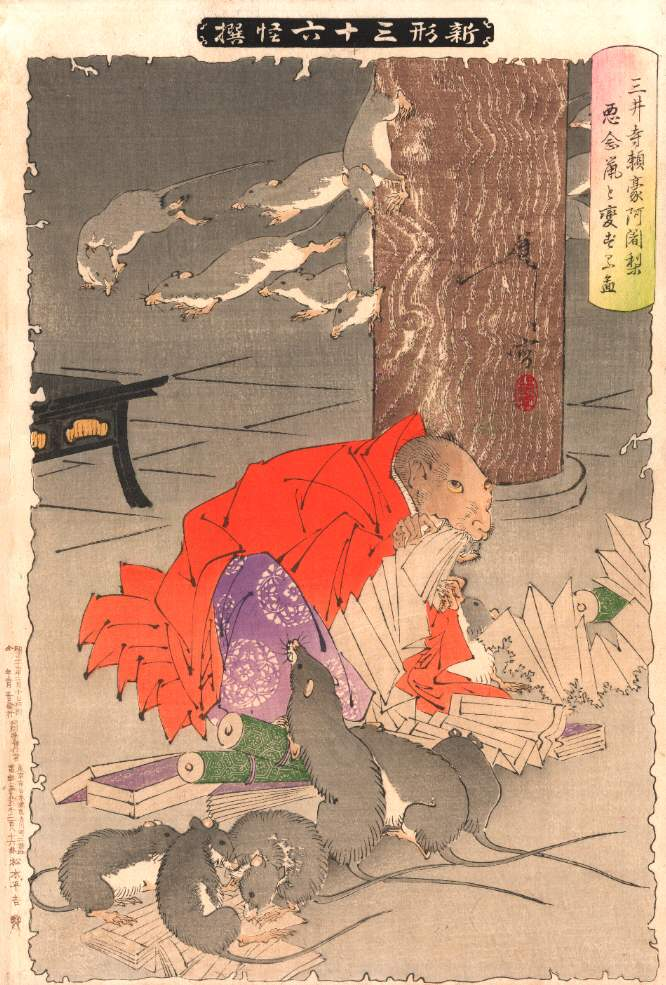
L'esprit du prêtre vengeur Raigō retourne sous forme d'une invasion de rats et détruit le temple Mii. Tsukioka Yoshitoshi 1891

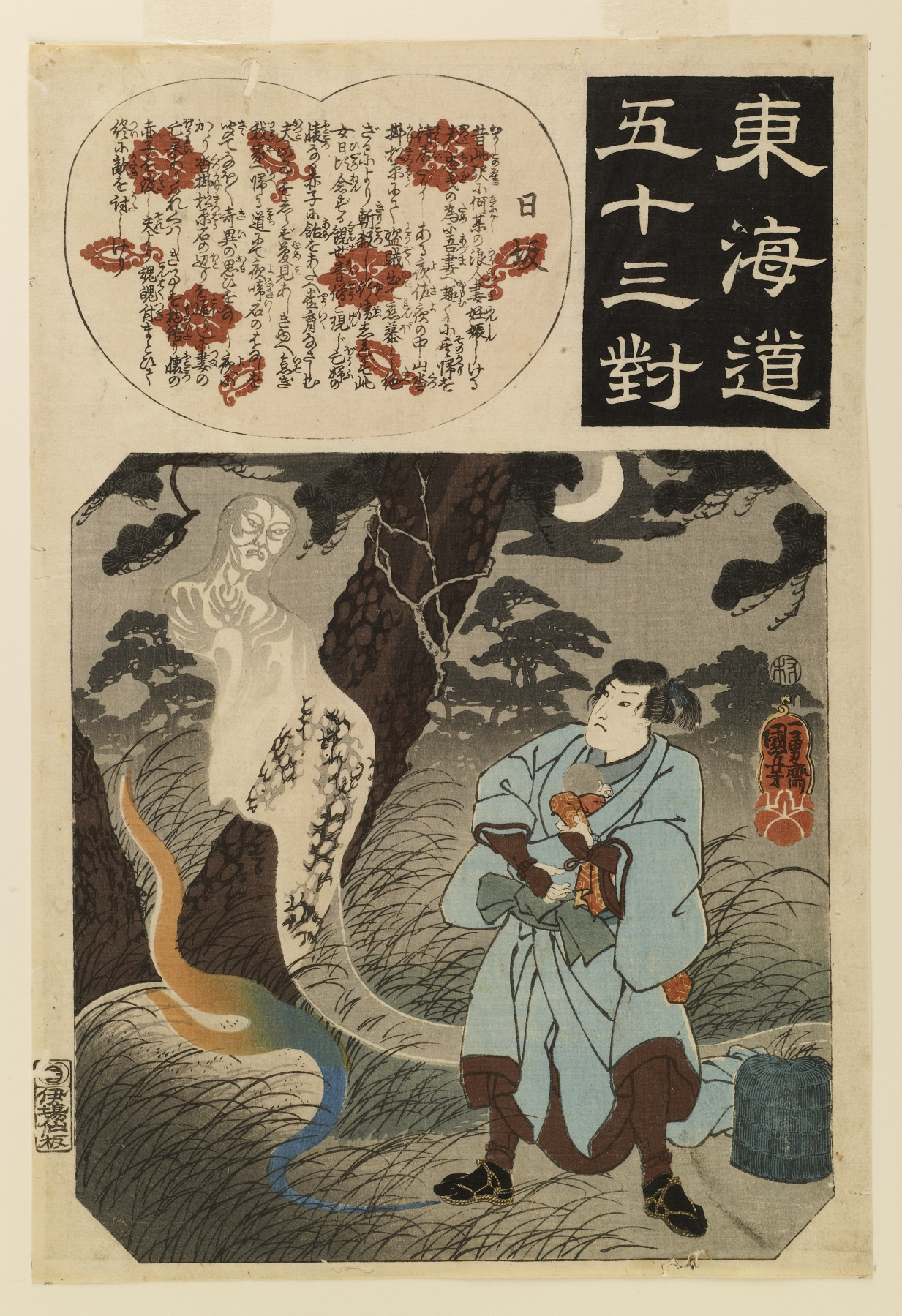
Comme un mari passe par l'endroit où sa femme enceinte a été sauvagement assassinée, son fantôme apparaît et lui remet leur enfant. Elle lui raconte alors l'histoire de l'assassinat et l'aide comme il se venge de sa mort. Utagawa Kuniyoshi 1845

Dans la mythologie et le folklore, un esprit vengeur ou esprit de vengeance est l'esprit d'une personne morte qui revient de l'après-vie pour chercher vengeance pour un traitement cruel, contre nature ou une mort injuste. Dans certaines cultures où les funérailles et les cérémonies d'inhumation ou de crémation sont importantes, ces esprits vengeurs peuvent également être considérés comme des fantômes malheureux de personnes qui n'ont pas reçu de rite funéraire approprié.

## Contexte culturel
Le concept de fantôme vengeur remonte à l'Antiquité et fait partie de nombreuses cultures. Selon ces légendes et croyances, les fantômes errent dans le monde des vivants comme des esprits sans repos et cherchent à redresser des griefs qui leur ont été faits avant de retourner dans le monde des morts après que justice a été faite, mais dans certains cas, restent inapaisés. Dans certaines cultures les fantômes vengeurs sont en majorité des femmes injustement traitées et mortes dans le désespoir,.
Exorcisme et apaisement sont parmi les coutumes religieuses et sociales pratiquées par les différentes cultures par rapport aux esprits vengeurs. Les Aché au nord du Paraguay incinéraient les personnes âgées supposées abriter des esprits vengeurs dangereux au lieu de leur donner un enterrement coutumier. Dans les cas où la personne a été tuée et le corps enseveli sans cérémonie, le cadavre peut être exhumé et inhumé selon les rites funéraires appropriés afin d'apaiser l'esprit. D'autres peuples sont connus pour saler et brûler leurs corps, là où ils ont été tués ou avec ce qui les a tué.
Fantômes vengeurs apparaissent dans de nombreux films contemporains de différents pays tels que The Grudge, La Chambre des tortures, Fog, The Ward : L'Hôpital de la terreur, Cassadaga, Kaal, Left for Dead, Bees Saal Baad, Darling, Ragini MMS, Dark Shadows et la série Troublesome Night ainsi que les séries télévisées Spooky Valentine, Spooky Nights, Charmed and Ghost Whisperer and the popular Thai television soap opera Raeng Ngao. They are also part of the theme of novels such as Tamír Triad and Tamsin, comics such as Gentleman Ghost and Judge Death, animated television series like Danny Phantom and adventure games such as Chzo Mythos.

## Liste d'esprits vengeurs

### Rome ancienne
Lémures dans la mythologie romaine sont les esprits vengeurs errants de ceux auxquels n'ont pas été accordés sépulture, rites funéraires ou culte affectueux par les vivants.

### Grèce ancienne
Kères (Κῆρες), esprits de mort violente ou cruelle dans la mythologie grecque.

### Îles britanniques
Le Glaistig (en), esprit féminin sans repos qui passe pour hanter certains endroits en Écosse tels que le château de Crathes, le château de Knock et le château d'Ashintully. Dans quelques contes elle est assassinée dans une robe verte, puis fourrée sans ménagement dans la cheminée par un domestique. Il se dit que ses traces peuvent encore être entendues lorsqu'elle marche dans le château avec tristesse.

### Chine
- Mogwai, fantôme vengeur ou démon dans la mythologie chinoise
- Nü gui ((zh)) est un fantôme féminin vengeur du folklore chinois. Elle apparaît avec les cheveux défaits[9].
- Yuan gui ((zh)), esprits de personnes décédées de mort injustifiée[10].

### Sous continent indien
Chudail (ourdou : چڑیل, Devanagari: चुड़ेल), fantôme féminin du folklore indien, bien connu en Inde du nord et au Pakistan. Cet esprit passe pour provenir d'une femme décédée soit dans l'accouchement, la grossesse ou lors de ses menstruations, dans un état d'impureté rituelle,,.

### Japon
- Funayūrei (船幽霊 or 舟幽霊?, lit. « esprit de bateau ») sont des fantômes (yūrei) devenus des esprits vengeurs en mer. Ils sont mentionnés dans les folklore de différentes régions du Japon.
- Goryō. Un certain type d'esprits, habituellement les fantômes de martyrs dans la mythologie japonaise[15].
- Kuchisake-onna, esprit vengeur d'une femme mutilée par son mari.
- Mu-onna (無女), esprit vengeur d'une mère qui a perdu son enfant en raison de famine ou de la guerre.
- Onryō, nom générique du folklore japonais des fantômes qui reviennent du purgatoire pour un tort subi au cours de leur vie. Les onryō sont en majorité des femmes et se manifestent souvent physiquement plutôt que sous forme spectrale.

### Amérique latine
- Dama Branca, aussi appelée Mulher de Branco (« femme en blanc ») en portugais, est le fantôme d'une jeune femme morte à la naissance ou de causes violentes dans la mythologie Brésilienne [16]
- La Llorona, aussi appelée « femme en blanc ». Un esprit féminin du Mexique qui a noyé ses propres enfants parce que son mari l'a quittée.
- La Sayona (es), esprit féminin qui croyait que son mari a eu une liaison avec sa mère au Vénézuela et en Colombie.
- Patasola (en), esprit féminin d'Amérique du sud qui apparaît sous les traits d'une belle femme. Elle séduit les hommes et les attire dans les profondeurs de la forêt où elle se transforme en bête et dévore l'homme.
- Sihuanaba, esprit féminin qui a eu une liaison et attaques les hommes infidèles au Salvador.

### Amérique du nord
- Chindi, esprit vengeur cause de tourbillons de poussière dans la mythologie des Navajos

### Asie du sud-est
- Krasue (thaï : กระสือ), connu sous le nom Ap (អាប) au Cambodge et Kasu au Laos, esprit féminin nocturne du folklore du Sud-Est asiatique[17].
- Phi Tai Hong (thaï : ผีตายโหง), esprit inquiet d'une personne qui a subi une mort violente ou cruelle dans le folklore thaïlandais[18].
- Suanggi (en), esprit maléfique dans le folklore des îles Moluques en Indonésie.
- Sundel bolong, dans la mythologie javanaise et malaisienne, fantôme d'une femme morte quand elle était enceinte et qui a donné naissance dans sa tombe de telle façon que le bébé sort de son dos où elle a une grande plaie[19].
- Phi Tai Thang Klom (ตายทั้งกลม), fantôme thaïlandais, esprit courroucé d'une femme qui s'est suicidée après avoir été mise enceinte, puis trahie et abandonnée par son amant[20].
- Wewe Gombel (en), fantôme féminin dans la religion traditionnelle javanaise et la mythologie des îles de la Sonde. Il est dit qu'elle enlève les enfants[21].